# Walk on the Wild Side: The Best of Lou Reed
Walk on the Wild Side: The Best of Lou Reed — первый сборник лучших песен американского музыканта Лу Рида, выпущенный в 1977 году на лейбле RCA.

## Об альбоме
Альбом включает в себя композиции с предыдущих альбомов Лу Рида Lou Reed (1972), Transformer (1972), Berlin (1973), Rock ’n’ Roll Animal (1974) и Coney Island Baby (1975), а также ранее невыпущенный трек «Nowhere at All». Обложка пластинки — фотографии Рида и его тогдашней девушки Рэйчел Хамфрис — была отснята фотографом Миком Роком.

## Список композиций
Все песни были написаны Лу Ридом.
| №  | Название                          | Длительность |
| -- | --------------------------------- | ------------ |
| 1. | «Satellite of Love»               | 3:40         |
| 2. | «Wild Child»                      | 4:39         |
| 3. | «I Love You»                      | 2:16         |
| 4. | «How Do You Think It Feels»       | 3:07         |
| 5. | «New York Telephone Conversation» | 1:31         |
| 6. | «Walk on the Wild Side»           | 4:12         |

| №                   | Название                 | Длительность |
| ------------------- | ------------------------ | ------------ |
| 1.                  | «Sweet Jane»             | 3:32         |
| 2.                  | «White Light/White Heat» | 5:15         |
| 3.                  | «Sally Can’t Dance»      | 2:53         |
| 4.                  | «Nowhere At All»         | 3:10         |
| 5.                  | «Coney Island Baby»      | 6:35         |
| Общая длительность: | Общая длительность:      | 40:50        |